# 正木川
正木川（まさきがわ）は、岐阜県岐阜市を流れる木曽川水系の一級河川。伊自良川・長良川を経て伊勢湾に至る木曽川の三次支川。

## 概要

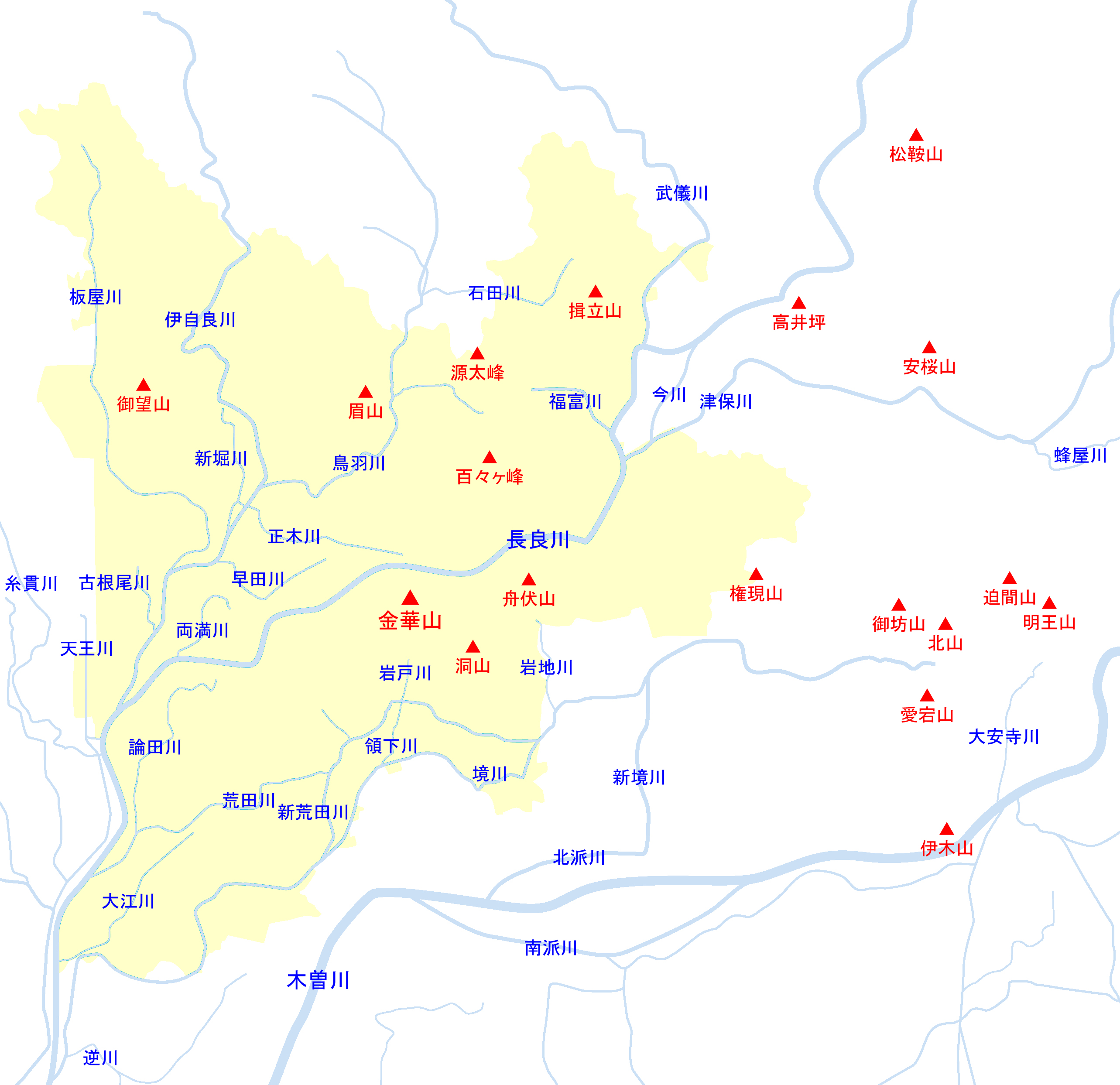
岐阜市周辺主要河川の位置関係図

岐阜県岐阜市長良字山崎に源を発し、同市正木南で伊自良川に注ぐ。河川延長4,800m、長良川の支川である伊自良川（一次支川）の支川（二次支川）で、流域面積1.5km2。
1939年（昭和14年）に完成した長良川改修工事によって締め切られるまで、現在の正木川の流域には長良川の分派川の1つが流れた。この分派川について宝永2年（1705年）の『長良川通堤色分絵図』には「長良古川」の記述があり、同じく分派川の早田川を「元中大川」としている。長良川改修工事の際には正木川を「長良古々川」、早田川を「長良古川」と呼称したが、流路の出現順から考えると逆とすべきとの指摘もある。
『岐阜市鷺山史誌』には「岐阜市堀田町に源を発し、東から西へ流れ、締切り工事後市街化した鷺山地区、長良北町の都市排水を集め、長良川の支川である伊自良川に合流する流域面積1.66平方キロメートル、計画高水流量30立方メートル/秒、流路延長5.1キロメートル、平均河床勾配1/700の一級河川」と記されている。

## 歴史
前述のとおり古い河道の河川名については異説があるが、本節では正木川を「長良古々川」、早田川を「長良古川」と呼称することとする。
天文3年9月6日（1534年10月13日）の大洪水で、厚見郡早田村字馬場の井水口が破堤して新川（井川、現・長良川）が形成されると、長良古川は井川と共に長良川の水を流してその本流となった。慶長13年（1608年）、黒野藩藩主・加藤左衛門尉貞泰は、領内の治水事業として則武村の天神社（新田天満宮）から長良村崇福寺に至る長良古川右岸に堤防（尉殿堤）を築いたが、直後の慶長16年8月12日（1611年9月18日）の洪水で、崇福寺前で堤防の東半分が決壊して川となり、次いで慶長19年7月（1614年8月）の洪水で更に同所が決壊し、鷺山村、正木村の南を流れる新川（後の長良古々川）が形成された。
なお、戦国時代の土岐頼芸や斎藤道三の居城だった鷺山城の城濠に水を引き込むために造った水路に水が流れ込み、大きな川筋となって長良古々川になったとされる。こうして長良川の河道が大きく変わって長良古々川が本流となるものの、漸次その河道が埋まるようになり、元禄、寛永の頃には水は主に井川に流れるようになった。寛永13年8月6日（1636年9月5日）の洪水で井川が本流筋になると、長良古川と長良古々川には洪水の時にのみ分流することとなった。平常時は長良古々川は枯れていることが多く、長良古川も河川敷の一部を桑畑として利用していたが、大雨で洪水になると長良古川や長良古々川に濁流となって流れ込み、時には堤防を乗り越えたり破堤して氾濫し、家や田畑に甚大な被害を与えた。そのため河川周辺は河原や荒地が広がっていた。
1921年（大正10年）に始まる内務省木曽川上流改修工事の一環として1933年（昭和8年）から長良古川・長良古々川の分派口締め切り工事が行われ、1939年（昭和14年）3月31日に竣功。改修工事で得られた50余万坪（約160ha）の河川堤敷は1948年（昭和23年）12月28日付岐阜県公示第580号により廃川敷処分となったが、旧河道の一部は残されて現在の早田川と正木川になった。

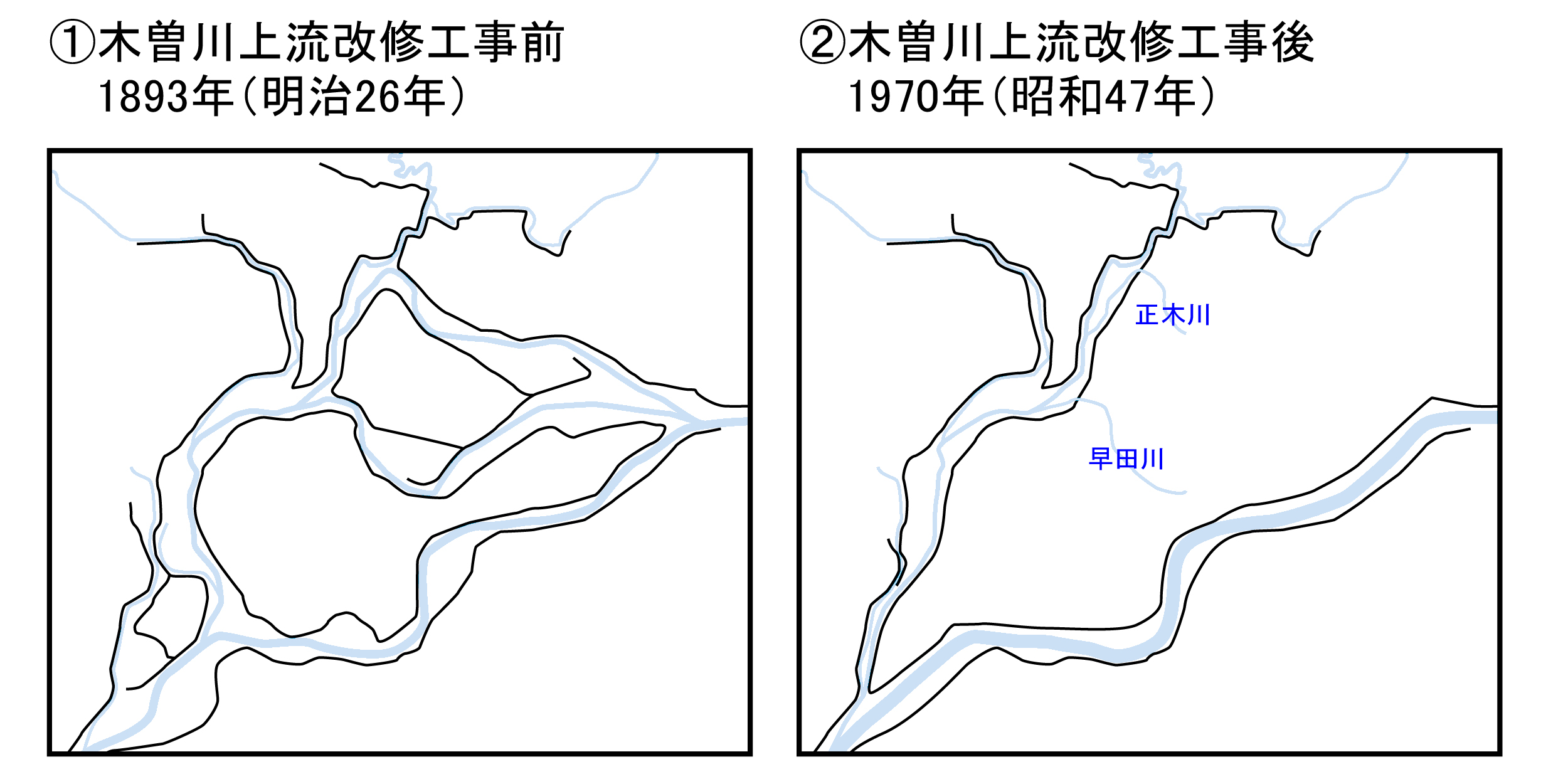
木曽川上流改修工事の前後比較

古々川廃川敷は古川廃川敷とともに第二次世界大戦後に宅地化された。岐阜空襲など戦災による岐阜市街地住民及び外地からの引揚者用住宅不足の解消のため、古々川廃川敷が住宅地域の候補地となり、1945年（昭和20年）12月、住宅営団岐阜支部の資材提供等により、清洲地区に木造トタン葺平屋住宅が建設された。続いて戦災復興市営住宅計画として1947年（昭和22年）から鷺山向井1769-2に木造トントン葺（杮葺）平屋住宅、木造セメント瓦葺平屋住宅などの市営住宅が建設された。また、二本松公園の一帯に1949年度（昭和24年度）から木造セメント瓦葺平屋住宅の県営住宅が建設された。これらの住宅地の住所はすべて「岐阜市鷺山○○番地」で不便だったため、住民達が使う通称として清洲・古川・西古川・白鷺・玉川・若水・月見・若草・緑ヶ丘・千草の各町名を付けて使用した。2019年（平成31年）2月4日に住居表示が実施されたが、2024年（令和6年）現在も区域内自治会の名称として使われている。 
1953年（昭和28年）年11月、岐阜市道早田正木線以西の農地及び旧河川敷地に川島紡績（現・カワボウ）正木工場を建設。1988年（昭和63年）11月22日、正木工場跡地に大型複合商業施設（ショッピングセンター）マーサ21が開業した。
1965年（昭和40年）の昭和40年3月24日政令第43号で木曾川水系が一級水系に指定され、同時に木曾川水系に属する210河川（当河川を含む）が一級河川に指定された。

## 施設
1976年（昭和51年）の9.12水害で、長良川本川の水位が高い状態が長時間続き、支流の伊自良川の水位も下がらなかったため、正木川も内水の排除が困難となった。また、伊自良川支流の鳥羽川と鳥羽川支流の天神川からの越流により正木川流域は広範囲で浸水し、総額約15億円の被害を被った。この被害により河川激甚災害対策特別緊急事業として、1980年（昭和55年）に正木川及び鷺山川の内水排水を目的とした「正木川排水機場」が伊自良川との合流点に新設された。
また、岐阜バス 簡易保険前バス停留所付近の正木川に危険管理型水位計が設置されており、水位の情報が「川の水位情報 危険管理型水位計」及び「岐阜県川の防災情報 ウェブサイト」で公開されている。

## 流路
源流部付近は暗渠になっているため正確な流路は不明。鷺山自治会連合会が岐阜市に依頼した「正木川渇水調査報告書」によると「正木川は水源がなく、最上流近くの岐阜グランドホテルの放流水を主として」いるとされる。長良南陽町付近で開渠となり、しばらく西流して長良法久寺町を越えた付近で再び暗渠となり、国道256号を潜って養老町の道路下を西進し、鷺山本通り（岐阜市道長良正木線）との交点で再び開渠となって鷺山本通り沿いを流れ、岐阜簡易保険事務センターを越えると南西に向きを変えて住宅街の南端に沿って西流し、若月橋を越えると西北西に流路を変え、マーサ21の南側を過ぎた辺りで北西へ流路を変えて岐阜県道77号岐阜環状線を越えた後「正木川排水機場」へ至り、伊自良川と合流する。